# Вулффорт (Техас)
Вулффорт (англ. Wolfforth) — місто (англ. city) в США, в окрузі Лаббок штату Техас. Населення — 5521 особа (2020).

## Географія
Вулффорт розташований за координатами 33°31′1″ пн. ш. 102°0′16″ зх. д. / 33.51694° пн. ш. 102.00444° зх. д. (33.516914, -102.004513).  За даними Бюро перепису населення США в 2010 році місто мало площу 7,99 км², з яких 7,95 км² — суходіл та 0,03 км² — водойми.

## Демографія
Згідно з переписом 2010 року, у місті мешкало 3670 осіб у 1303 домогосподарствах у складі 1001 родини. Густота населення становила 459 осіб/км².  Було 1393 помешкання (174/км²).
Расовий склад населення:
| - 87,2 % — білих - 2,6 % — чорних або афроамериканців - 1,0 % — азіатів - 0,5 % — корінних американців - 5,7 % — осіб інших рас |

До двох чи більше рас належало 2,9 %. Частка іспаномовних становила 26,3 % від усіх жителів.
За віковим діапазоном населення розподілялося таким чином: 31,0 % — особи молодші 18 років, 59,3 % — особи у віці 18—64 років, 9,7 % — особи у віці 65 років та старші. Медіана віку мешканця становила 33,9 року. На 100 осіб жіночої статі у місті припадало 98,3 чоловіків;  на 100 жінок у віці від 18 років та старших — 87,3 чоловіків також старших 18 років.
Середній дохід на одне домашнє господарство  становив 80 479 доларів США (медіана — 75 602), а середній дохід на одну сім'ю — 83 317 доларів (медіана — 86 146). Медіана доходів становила 48 696 доларів для чоловіків та 44 886 доларів для жінок. За межею бідності перебувало 17,2 % осіб, у тому числі 25,0 % дітей у віці до 18 років та 2,0 % осіб у віці 65 років та старших.
Цивільне працевлаштоване населення становило 1879 осіб. Основні галузі зайнятості: освіта, охорона здоров'я та соціальна допомога — 30,7 %, мистецтво, розваги та відпочинок — 12,6 %, роздрібна торгівля — 11,8 %.